# طوفان ۱۳۹۷ تهران
طوفان ۱۳۹۷ تهران در ۹ خرداد با قدرت ۵۰ کیلومتر بر ساعت مناطق جنوب استان تهران یعنی شهرهای تهران، ملارد، شهریار و ورامین را درنوردید که سبب تلفات و خسارت به مردم این مناطق شد.

## تلفات و خسارات
در پی توفان یک نفر بر اثر ریزش مصالح ساختمانی کُشته شد و ۷۶ نفر به مراکز درمانی منتقل شدند. از خسارات این طوفان شکستن درختان و ریزش داربستهای ساختمانی اشاره کرد. شهرداری منطقه ۲۰ تهران از شکستگی ۲۰۰ درخت، ریزش یک مورد دیوار و خسارت به ۸ دستگاه خودرو در اثر طوفان عصر امروز تهران در این منطقه خبر داد.